# Rathaus (Szydłowiec)

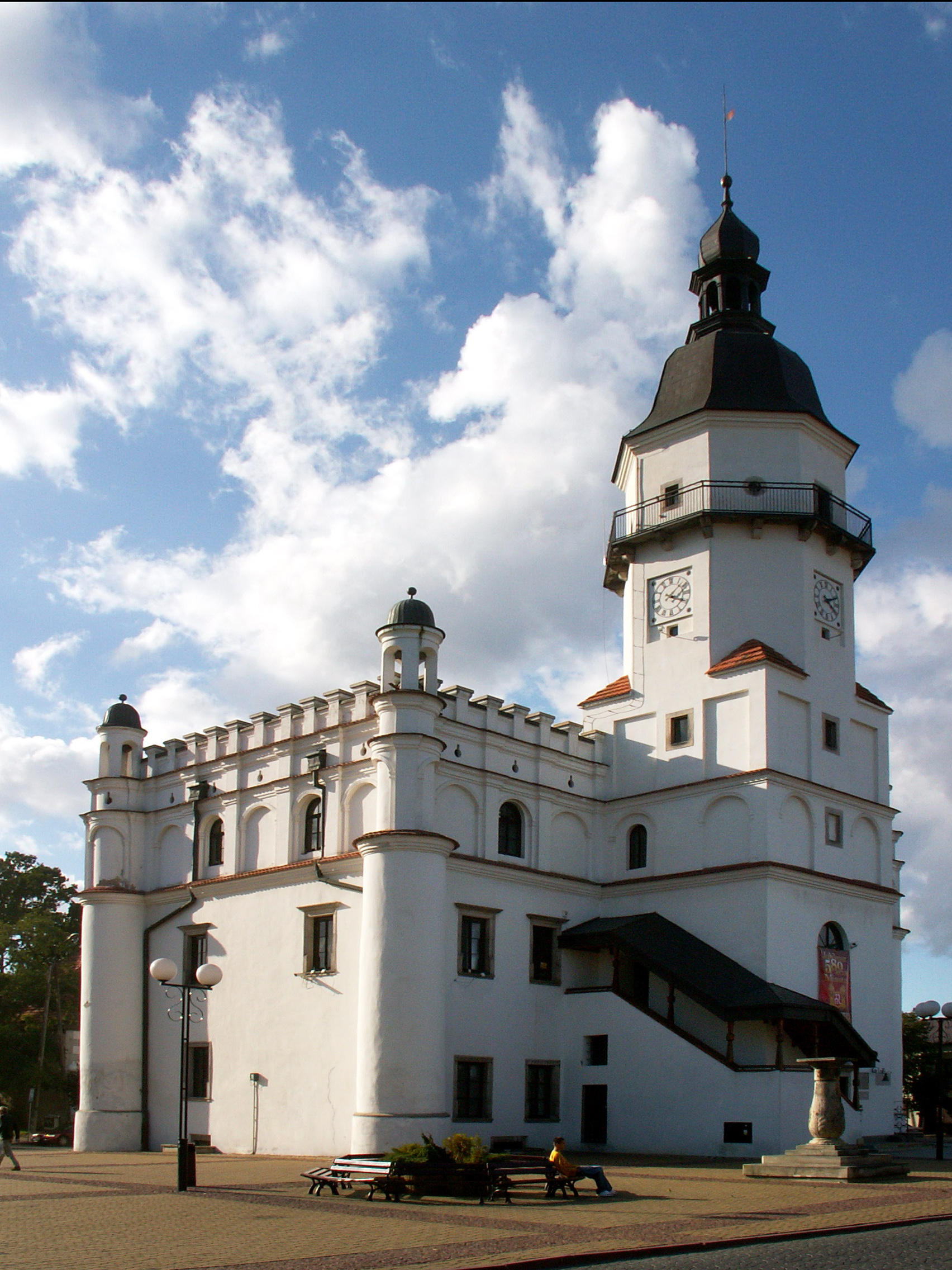
Gesamtansicht, 2007

Das Rathaus in Szydłowiec steht auf dem Alten Markt von Szydłowiec in der Woiwodschaft Masowien in Polen. Es wurde von 1602 bis 1626 im manieristischen Stil von Kacper Fodyga (Gaspare Fodige) erbaut. 1809 wurde es beim Österreichischen Feldzug gegen das Herzogtum Warschau sowie während des Ersten Weltkriegs beschädigt. In den Jahren 1809, 1918 und 1945 wurde das Rathaus restauriert. Das Gebäude wird weiterhin als Rathaus und Standesamt genutzt. Heute gehört es zu den wertvollsten Baudenkmälern der Spätrenaissance in Polen.